# Iwajło Kałfin
Iwajło Georgiew Kałfin, bułg. Ивайло Георгиев Калфин (ur. 30 maja 1964 w Sofii) – bułgarski ekonomista i polityk, jeden z założycieli Bułgarskiej Partii Socjalistycznej, deputowany do Zgromadzenia Narodowego, wicepremier i minister spraw zagranicznych w rządzie Sergeja Staniszewa (2005–2009), wicepremier oraz minister pracy i polityki socjalnej w drugim rządzie Bojka Borisowa (2014–2016). Poseł do Parlamentu Europejskiego VII kadencji. Kandydat w wyborach prezydenckich w 2011 i 2016.

## Życiorys
Jest absolwentem wyższego instytutu ekonomicznego WII „Karl Marks”, przekształconego później w Uniwersytet Gospodarki Narodowej i Światowej (studiował tam w latach 1983–1988). Kształcił się także na Loughborough University (1999). Pracował w przedsiębiorstwach handlowych i konsultingowych, był członkiem komisji doradczej Narodowego Banku Bułgarii i wykładowcą akademickim.
W 1995 został wybrany do Zgromadzenia Narodowego 37. kadencji. Po raz kolejny mandat uzyskiwał w 38. i 40. kadencji. W parlamencie zasiadał w okresach 1995–1997, 2000–2001 i 2005. Był członkiem Komisji Spraw Zagranicznych oraz Komisji ds. Budżetu. W latach 2002–2005 pełnił obowiązki doradcy prezydenta Georgiego Pyrwanowa ds. ekonomicznych.
W gabinecie Sergeja Staniszewa objął funkcję wicepremiera i ministra spraw zagranicznych (w 2005). Jako członek rządu wystartował z listy BSP w wyborach do Parlamentu Europejskiego w 2009. Był jednym z czterech przedstawicieli tej partii, którzy wywalczyli mandat. Przystąpił do grupy Postępowego Sojuszu Socjalistów i Demokratów, został wiceprzewodniczącym Komisji Budżetowej.
Był kandydatem socjalistów w wyborach prezydenckich w 2011. W pierwszej turze zajął 2. miejsce z wynikiem 28,96% głosów. W drugiej turze otrzymał 47,42% głosów, przegrywając z ministrem rozwoju regionalnego Rosenem Plewneliewem z rządzącej partii GERB.
W 2014 Iwajło Kałfin został wykluczony z BSP, współtworząc wraz z byłym prezydentem Georgim Pyrwanowem nową partię pod nazwą Alternatywa na rzecz Bułgarskiego Odrodzenia. Polityk otwierał listę wyborczą w wyborach europejskich, jednak partia nie przekroczyła progu wyborczego. W tym samym roku z jej ramienia został natomiast wybrany do Zgromadzenia Narodowego 43. kadencji.
7 listopada 2014 objął urząd wicepremiera oraz ministra pracy i polityki socjalnej w drugim rządzie Bojka Borisowa. Zrezygnował z tego stanowiska w maju 2016, kiedy to jego ugrupowanie opuściło koalicję rządową.
W 2016 ponownie wystartował w wyborach prezydenckich, otrzymując w pierwszej turze głosowania 3,28% głosów (7. miejsce). Był później dyrektorem instytutu badawczego w Sofii. W 2021 został mianowany dyrektorem wykonawczym Europejskiej Fundacji na rzecz Poprawy Warunków Życia i Pracy.

## Życie prywatne
Jest żonaty, ma córkę.